# Vitra
 (avril 2025).
Si vous disposez d'ouvrages ou d'articles de référence ou si vous connaissez des sites web de qualité traitant du thème abordé ici, merci de compléter l'article en donnant les références utiles à sa vérifiabilité et en les liant à la section « Notes et références ».
Vitra est un fabricant suisse de mobilier design qui produit les réalisations de designers pour le bureau, les lieux publics et l'habitat. 

## Historique
Vitra est fondée en 1950 à Weil-am-Rhein (Allemagne) par Willi Fehlbaum. L'entreprise devient bientôt suisse : le siège social est déplacé à Birsfelden près de Bâle, tandis que le site de production reste à Weil-am-Rhein, à quelques kilomètres de là. Rolf Fehlbaum (en), le fils de Willi Fehlbaum, prend la direction de l'entreprise en 1976. Après l'incendie qui détruisit presque tout le site de production de Weil-am-Rhein en 1981, Rolf Fehlbaum décide d'agrandir l'entreprise en faisant reconstruire le site, mais aussi en en ouvrant de nouveaux à Neuenburg (Allemagne), Zhuhai (Chine) et Allentown (États-Unis). L'entreprise compte également de nombreuses filiales en Autriche, Belgique, Chine, République tchèque, France, Allemagne, Inde, Japon, Mexique, Pays-Bas, Norvège, Espagne, Suède, Suisse, Angleterre et aux États-Unis.
L'entreprise produit des meubles de designers du XXe siècle, comme Charles Eames et Ray Eames, Jean Prouvé ou Verner Panton et promeut également une vision actuelle du design en éditant les réalisations de designers tels que Philippe Starck (Tabouret W.W.), Jasper Morrison, Ronan & Erwan Bouroullec, Hella Jongerius ou Arik Levy.
Le Vitra Design Museum construit en 1989 à Weil-am-Rhein par Frank Gehry expose nombre des éditions et collections privées de l'entreprise, dont il est financièrement indépendant. Chaque exposition de design ou d'architecture est accompagné d'un catalogue d'exposition édité par le musée lui-même. Des ateliers internationaux de design et d'architecture sont régulièrement organisés.

## Vitra en France
La filiale française est installée à Paris depuis 1984.
Elle a réalisé en 2018 un chiffre d'affaires de 22 122 695 € et emploie 30 collaborateurs.

## Produits Vitra
- La chaise tout bois (1941), de Jean Prouvé
- La Coffee Table (1944), de Isamu Noguchi
- La Chaise (1948), de Charles Eames et Ray Eames, inspirée de la sculpture Floating Figure de Gaston Lachaise
- La Panton Chair (1959), de Verner Panton
- La Coconut Chair (1955), de George Nelson
- La Wiggle Chair (1972), de Frank Gehry
- Le fauteuil How High The Moon (1986), de Shiro Kuramata
- La chaise Tom Vac (1999), de Ron Arad
- Les modules Algues (2004), de Ronan & Erwan Bouroullec
- La chaise EVO-C (2020), de Jasper Morrison

## Vitra et l'architecture

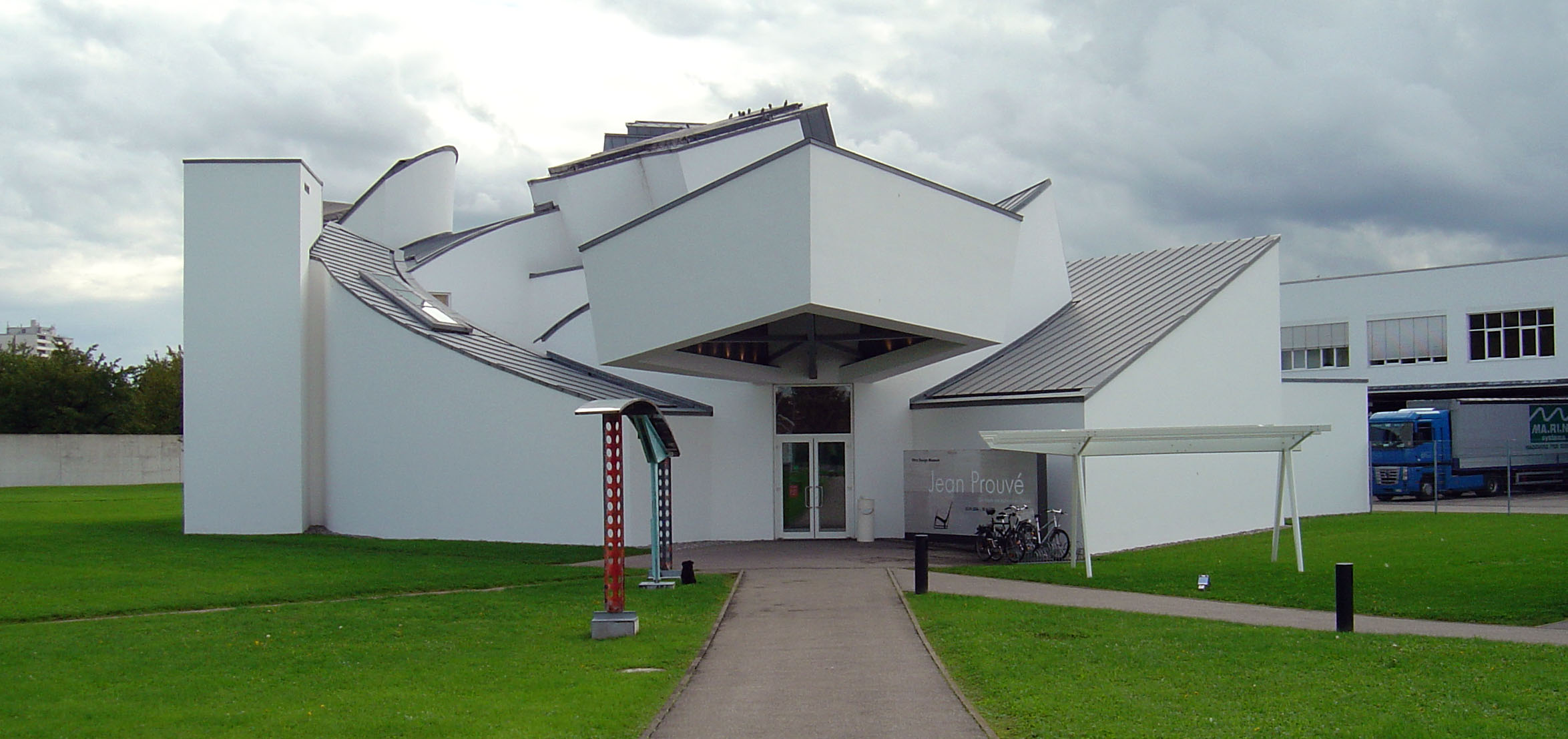
Vitra Design Museum, Frank O. Gehry

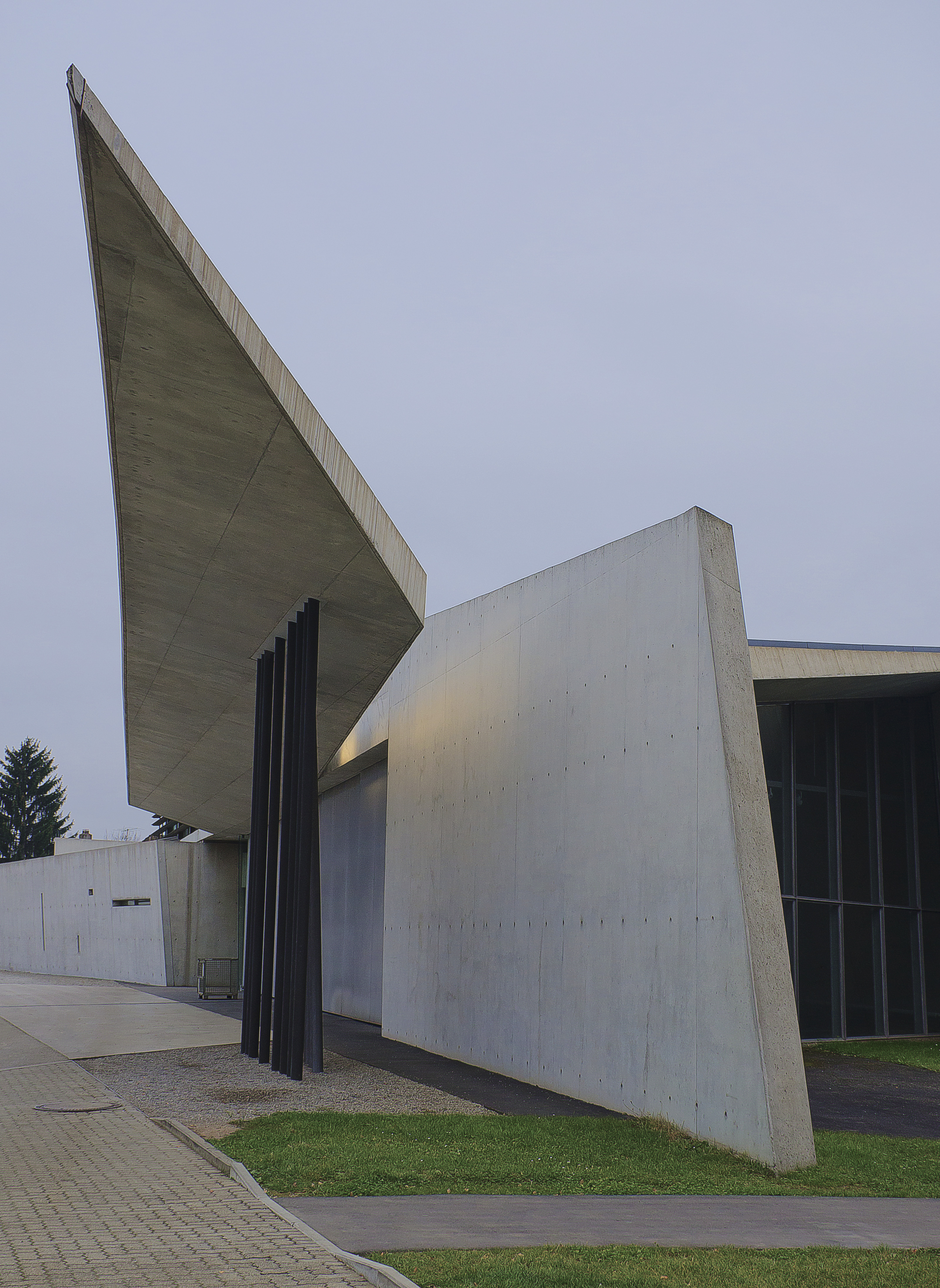
Caserne de pompiers, Zaha Hadid

Vitra confia la réalisation de chaque construction sur son campus à un nouvel architecte :
- Un atelier de fabrication à Nicholas Grimshaw en 1981
- Le Vitra Design Museum à Frank Gehry en 1989
- La construction du bâtiment d’usine de Neuenburg à Antonio Citterio en 1992
- Le Pavillon de conférences à Tadao Ando en 1993
- La caserne des pompiers, l'un des premiers projets de Zaha Hadid en 1993
- Un atelier de fabrication à Alvaro Siza en 1994
- Le showroom Vitra (VitraHaus) à Herzog & de Meuron en 2010[2]